# 詹寧斯 (馬里蘭州加勒特縣)
詹寧斯（英語：Jennings）是位於美國馬里蘭州加勒特縣的一個普查規定居民點。

## 人口
根據2020年美國人口普查的數據，詹寧斯的面積為0.87平方千米，當中陸地面積為0.87平方千米，而水域面積為0.00平方千米。當地共有人口99人，而人口密度為每平方千米113.79人。